# Kiếm Xuyên
Kiếm Xuyên (tiếng Trung: 剑川县, Hán Việt: Kiếm Xuyên thị) là một huyện thuộc Châu tự trị dân tộc Bạch Đại Lý tại tỉnh Vân Nam, Cộng hòa Nhân dân Trung Hoa. Huyện này có diện tích 2250 km2, dân số năm 2002 là 168.000 người. Huyện lỵ tại trấn Kim Hoa.

## Các đơn vị hành chính
Huyện Kiếm Xuyên quản lý các đơn vị hành chính sau:
- Các trấn: Kim Hoa (金华镇)、Điện Nam (甸南镇)、Kiếm Dương (剑阳镇)，Sa Di (沙溪镇)，Mã Đăng (马登镇)，Lão Quân Sơn (老君山镇)
- Các hương: Dương Linh (羊岑乡)、Di Sa (弥沙乡)、Tượng Đồ (象图乡).